# Hang động núi lửa Krông Nô

Núi lửa tại xã Buôn Choáh

Hang động núi lửa Krông Nô là một hệ thống hang động núi lửa tại huyện Krông Nô, tỉnh Đắk Nông, Việt Nam.
Đây là một hệ thống hang động núi lửa trong đá bazan dài 25 km, trải dài từ miệng núi lửa buôn Choar dọc theo chiều dài sông Srêpốk đến khu vực thác Đray Sáp. Hang xác lập kỷ lục về quy mô, độ dài cũng như tính độc đáo tại Đông Nam Á, được các nhà khoa học thuộc Bảo tàng địa chất Việt Nam (Tổng cục Địa chất và Khoáng sản) cùng các nhà khoa học Nhật Bản tìm thấy vào năm 2014 sau 7 năm nghiên cứu.
Trong đó, hang C7 có dạng ống dài 1.066,5 m là hang dung nham núi lửa dài và lớn nhất Đông Nam Á. Hang C3 dài 594,4 m xếp thứ nhì Đông Nam Á. Hang A1 dài 456,7 m xếp thứ năm Đông Nam Á... Trong hang có nhiều cấu tạo đặc trưng cho quá trình phun trào của núi lửa như các ngấn dung nham, hốc sụt. Hầu hết hang động ở đây có hình ống, và còn có ngã rẽ nối với nhau thành những vòng tròn. Nhiều miệng hang sâu tới cả chục mét, phải dùng thiết bị chuyên dụng mới có thể leo xuống. Khác với bên trong hang chỉ có loài dương xỉ cư trú, phía bên ngoài có thảm thực vật khá phong phú.
Hệ thống hang động núi lửa Krông Nô đến nay vẫn còn khá nguyên vẹn. Trong quá trình khảo sát và nghiên cứu hệ thống hang động, các nhà khoa học đã phát hiện các dấu tích cư trú của các bộ lạc thời tiền sử cách đây khoảng 6.000 - 7.000 năm. Tháng 9 năm 2018, các nhà khoa học công bố những dấu tích sinh sống của người tiền sử được tìm thấy. Trước đó, trên thế giới chỉ có hệ thống hang động núi lửa ở Hàn Quốc phát hiện có dấu tích sinh sống của con người.
Hiện nay, hệ thống hang động này vẫn chưa chính thức khai thác du lịch.